# 克勞恩森特 (印第安納州)
克勞恩森特（英語：Crown Center）是位於美國印第安納州摩根縣的一個非建制地區。該地的面積和人口皆未知。